# ナイガード・インターナショナル

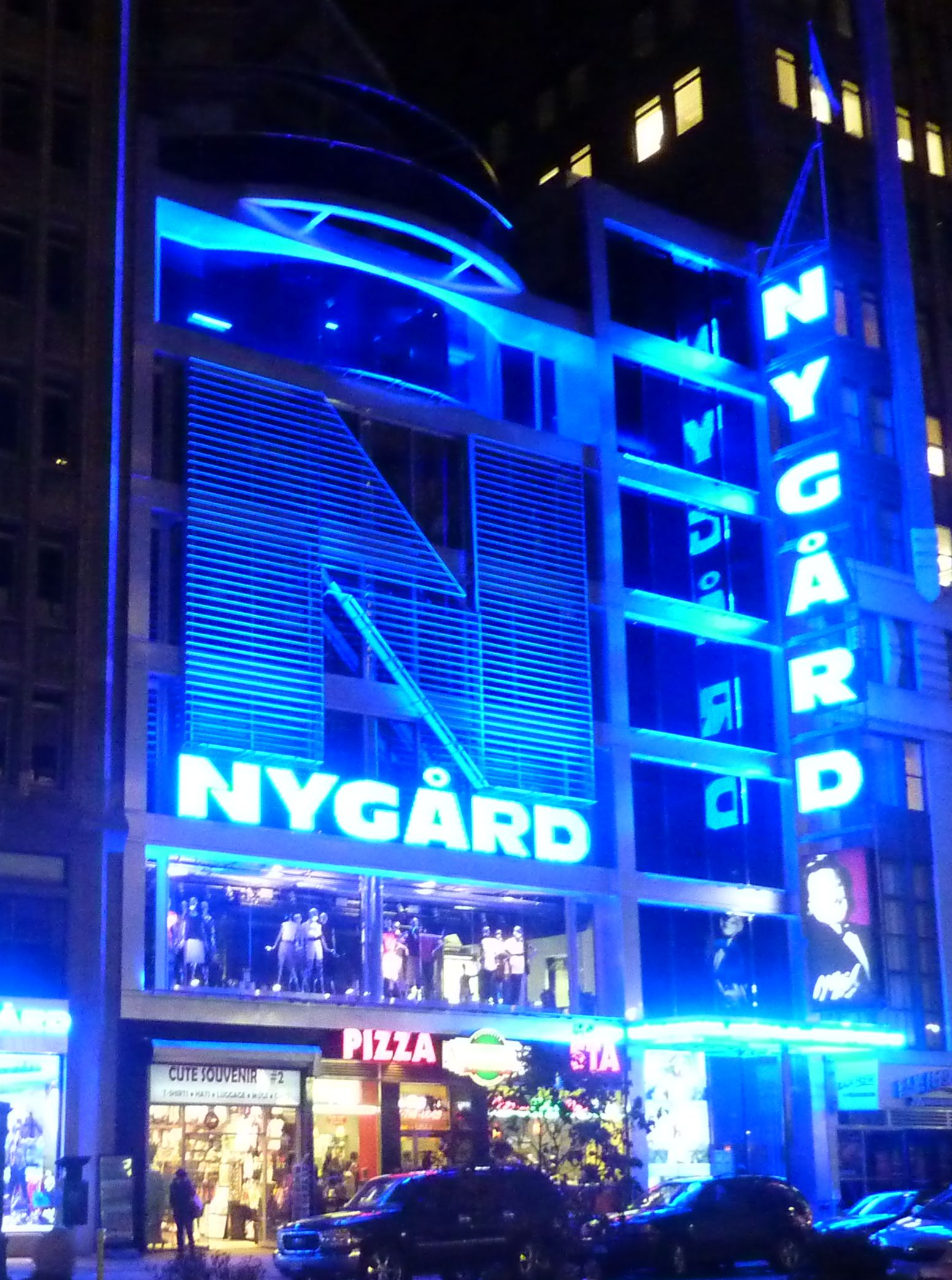
タイムズスクエア本社。

ナイガード・インターナショナル（Nygård International）は、 マニトバ州ウィニペグに拠点を置く、カナダの服飾ブランド。世界最大の女性向け衣料品メーカー・サプライヤーの一つであり、年間売上高は5億ドルを超えている。この会社は世界で12,000人の従業員を雇用しており、北アメリカの200以上の小売店に衣料品を出荷している。